# Maria Magdalena van Beethoven

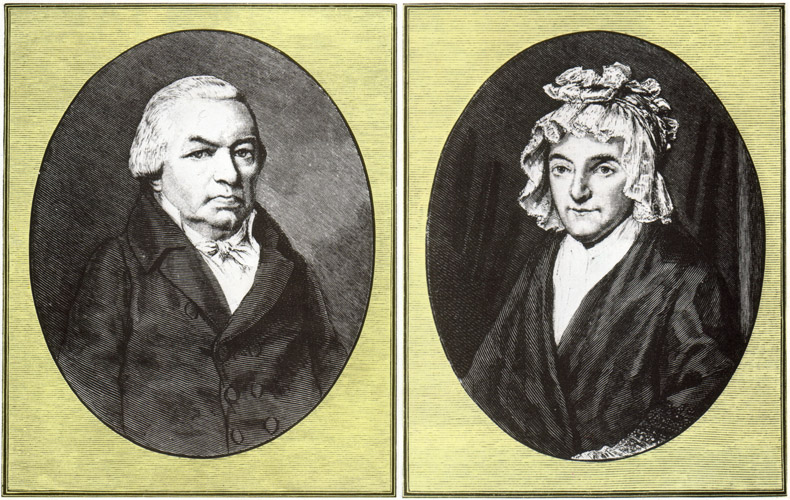
Die Eheleute Johann und Maria Magdalena van Beethoven (Zuordnung wohl falsch)

Maria Magdalena van Beethoven (* 19. Dezember 1746 in Ehrenbreitstein; † 17. Juli 1787 in Bonn) war die Mutter des Komponisten Ludwig van Beethoven.

## Leben

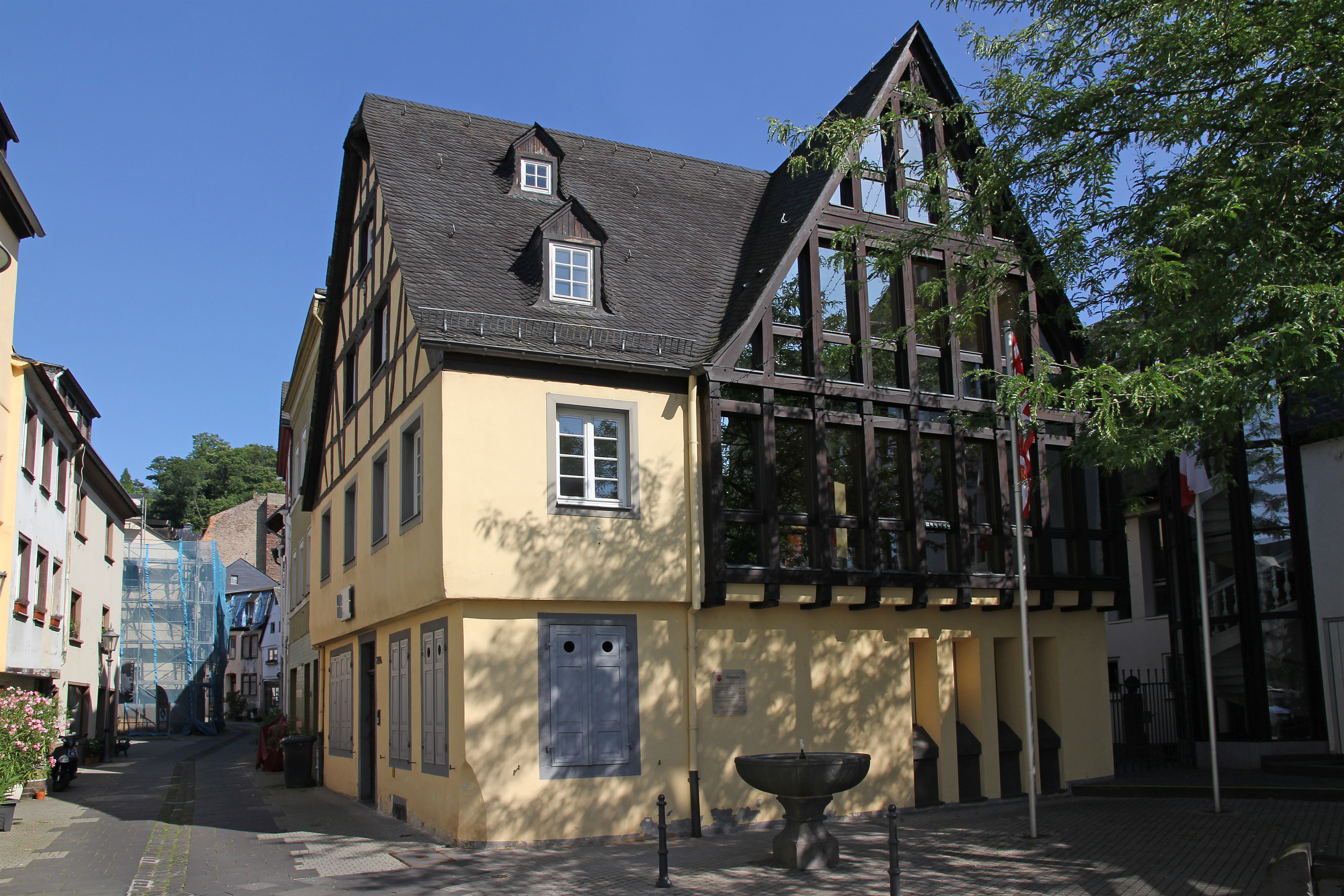
Das Mutter-Beethoven-Haus in Koblenz-Ehrenbreitstein

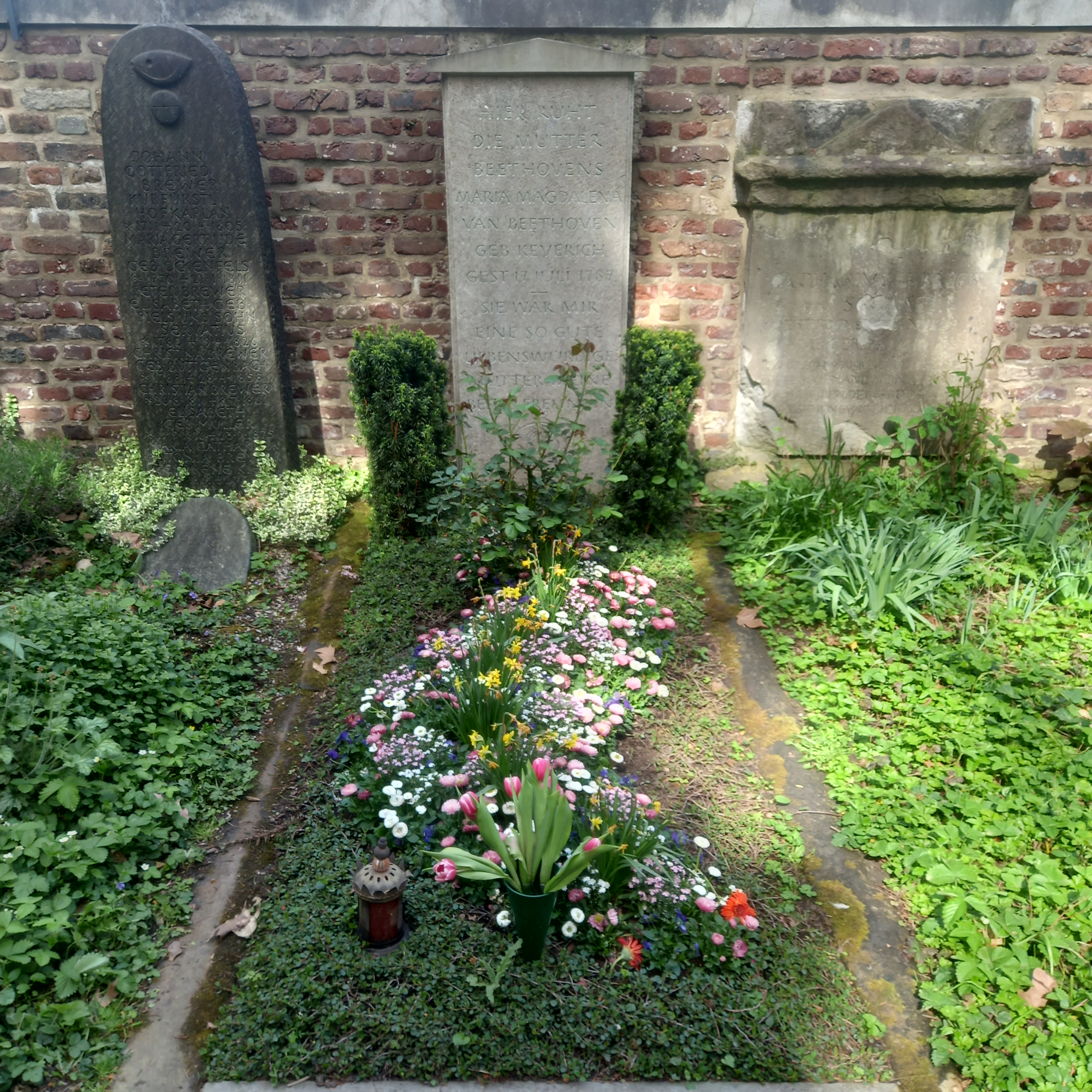
Das Grab von Maria Magdalena van Beethoven auf dem Alten Friedhof in Bonn

Sie wurde als Maria Magdalena Keverich als jüngste von sechs Kindern von Johann Heinrich Keverich (1701–1759) und Anna Klara Westorff (1707–1768) in der Wambachgasse in Ehrenbreitstein, heute ein Stadtteil von Koblenz, geboren. Sie hatte einen Bruder, Johann Peter Keverich (1734–1807), der später Priester wurde. Ihr Vater war Oberhofkoch im Dienste der Trierer Kurfürsten, die im Schloss Philippsburg in Ehrenbreitstein residierten. In erster Ehe war sie mit dem kurfürstlichen Kammerherren Johann Leym (1733–1765) verheiratet, den sie am 30. Januar 1763 ehelichte. Ihr Ehemann verstarb aber am 28. November 1765 und so war Maria Magdalena bereits mit 18 Jahren Witwe. In ihrer ersten Ehe hatte Maria Magdalena einen Sohn Johann Peter Anton Leym (1764–1764), der jedoch im Kindesalter starb.
Eine ihrer Cousinen heiratete den Hofviolinisten Johann Konrad Rovantini und zog mit ihm nach Bonn, da er dort eine Anstellung an der kurfürstlichen Hofkapelle fand. Es wird angenommen, dass Maria Magdalena durch diese verwandtschaftlichen Beziehungen Johann van Beethoven kennenlernte, der ebenfalls an der Hofkapelle arbeitete. Beide heirateten am 12. November 1767 in Bonn und hatten zusammen sieben Kinder, von denen aber nur drei das Säuglingsalter überlebten. Als zweites Kind kam der später berühmte Komponist Ludwig zur Welt. Die beiden anderen Kinder hießen Kaspar Karl und Nikolaus Johann.
Ihre Mutter hinterließ Maria Magdalena ein hohes Vermögen, das sie aber durch Betrug und Unterschlagung eines Verwandten verlor. Auch ein in Ehrenbreitstein geführter Prozess vor dem dortigen Schöffengericht konnte ihr das Vermögen nicht zurückbringen. Maria Magdalena verband mit ihrem Sohn Ludwig ein inniges Verhältnis. Ihr früher Tod veranlasste den erst 16-jährigen Ludwig, am 15. September 1787 in seinem Brief an Joseph Wilhelm von Schaden in Augsburg folgende Worte zu schreiben:

„Sie war mir eine so gute liebenswürdige Mutter, meine beste Freundin; O! Wer war glücklicher als ich, da ich noch den süßen Namen Mutter aussprechen konnte, und er wurde gehört, und wem kann ich ihn jetzt sagen? Den stummen ihr ähnlichen Bildern, die mir meine Einbildungskraft zusammensetzt?“

Ihr Grab befindet sich auf dem Alten Friedhof in Bonn.

## Nachkommen
Aus der Ehe von Johann und Maria Magdalena van Beethoven gingen sieben Kinder hervor:
- Ludwig Maria van Beethoven (getauft am 2. April 1769; † 8. April 1769)
- Ludwig van Beethoven (getauft am 17. Dezember 1770 in Bonn; † 26. März 1827 in Wien)
- Kaspar Anton Karl van Beethoven (getauft am 8. April 1774; † 15. November 1815 in Alservorstadt)
- Nikolaus Johann van Beethoven (getauft am 2. Oktober 1776; † 12. Januar 1848 in Wieden)
- Anna Maria Franziska van Beethoven (getauft am 23. Februar 1779; † 27. Februar 1779)
- Franz Georg van Beethoven (getauft am 17. Januar 1781; † 16. August 1783)
- Maria Margarete Josepha van Beethoven (getauft am 5. Mai 1786; † 26. November 1787)

## Mutter-Beethoven-Haus
Ihr Geburtshaus in Ehrenbreitstein ist seit 1975 eine Gedenkstätte. Das von der Deinhard-Stiftung eingerichtete Haus beherbergt die größte private Sammlung über die Familien Keverich und Beethoven.